# Krokträsket (Överkalix socken, Norrbotten)
Krokträsket är en sjö i Överkalix kommun i Norrbotten och ingår i Kalixälvens huvudavrinningsområde. Sjön har en area på 1,59 kvadratkilometer och ligger 75 meter över havet.

## Delavrinningsområde
Krokträsket ingår i det delavrinningsområde (737944-180264) som SMHI kallar för Utloppet av Krokträsket. Medelhöjden är 78 meter över havet och ytan är 5,88 kvadratkilometer. Det finns inga avrinningsområden uppströms utan avrinningsområdet är högsta punkten. Vattendraget som avvattnar avrinningsområdet har biflödesordning 4, vilket innebär att vattnet flödar genom totalt 4 vattendrag innan det når havet efter 93 kilometer. Avrinningsområdet består mestadels av skog (49 procent) och sankmarker (23 procent). Avrinningsområdet har 1,58 kvadratkilometer vattenytor vilket ger det en sjöprocent på 26,8 procent.